# Indo-1
Indo-1 ist ein Fluoreszenzfarbstoff, der in Anwesenheit von Calciumionen seine optischen Eigenschaften ändert und daher als Calcium-Indikator verwendet wird.

## Eigenschaften
Indo-1 wird analog zu Fura-2, Furaptra und Calcein eingesetzt. Im Gegensatz zu Fura-2 besitzt Indo-1 zwei Emissionsmaxima. In Calcium-freier Lösung liegt es bei 475 nm, während es mit Calcium zu 400 nm verschoben wird. Indo-1 kann nicht in Zellen diffundieren. Die lipophilen Ester-Derivate (z. B. Indo-1 AM) können dagegen Zellen penetrieren und werden durch Esterasen in Indo-1 überführt. Das Absorptionsmaximum liegt bei 331 nm und das Emissionsmaximum liegt bei 398 nm in 0,1 molarer TRIS-Lösung mit pH 8 und 10 mM Ca2+. In 0,1 molarer Kaliumchloridlösung liegt das Absorptionsmaximum bei 349 nm und das Emissionsmaximum bei 482 nm.

## Anwendungen
Indo-1 wird unter anderem in der Fluoreszenzmikroskopie und der Durchflusszytometrie verwendet.